# Tirso de Obregón y Pierrad
Tirso de Obregón y Pierrad (Molina de Aragón, 1832-Molina de Aragón, 1889) fue un cantante español.

## Biografía
Nació en la localidad guadalajareña de Molina de Aragón el 28 de enero de 1832, hijo de Juan y Carmen. En 1852 ingresó como alumno en el conservatorio de Madrid, siendo su maestro de canto Frontera de Valldemosa y el de declamación José García Luna. Después se dedicó a la zarzuela, y desde su aparición en el teatro ocupó la categoría de primer barítono, habiendo cantado como tal en los principales teatros de Barcelona, Zaragoza, Valencia y Madrid. En esta última ciudad trabajó por espacio de una década, no solo como primer barítono, sino también como director de escena. Hacia septiembre de 1867 era maestro y director de la sección lírico-dramática del Conservatorio, caballero de la real y distinguida Orden de Carlos III y comendador de número de la real orden americana de Isabel la Católica. Habría fallecido en su localidad natal en 1889.